# Magna Powertrain
Magna Powertrain — великий американський виробник систем трансмісії та трансмісії, що належить Magna International. Він був утворений з кількох дочірніх компаній і придбань. Окрім виробництва систем трансмісії вони також надають послуги з обробки металу тиском та інжинірингу.

## Історія
У 1988 році Magna створила Tesma International для виробництва деталей двигуна та трансмісії. Tesma була виділена в публічну компанію в 1995 році, зберігаючи приналежність до Magna.
У квітні 2004 року Magna передала діяльність Magna Steyr Powertrain новій дочірній компанії під назвою Magna Drivetrain, щоб зосередитися на розробці та складанні шасі, підсистем трансмісії та модулів. Magna заявила, що нова компанія краще вирішуватиме зростаючу важливість повнопривідних силових агрегатів. У вересні 2004 року Magna придбала глобальні операції New Venture Gear у DaimlerChrysler за орієнтовною ціною 435 мільйонів доларів США та інтегрувала його з Magna Drivetrain. Придбання допомогло створити новостворену групу Magna Drivetrain як основного постачальника систем повного та повного приводу, що виготовляються в Європі та Північній Америці.
Tesma була знову приватизована компанією Magna в грудні 2004 року. У 2005 році Magna об’єднала Magna Drivetrain з Tesma, утворивши Magna Powertrain. У липні 2015 року Magna Powertrain придбала Getrag, великого виробника трансмісій, за 1,9 мільярда доларів. Придбання дало Magna Powertrain доступ до систем трансмісії Getrag, включаючи останні гібридні конструкції.

## Клієнти
Серед основних клієнтів можна виділити:
- General Motors (GMC, Buick, Cadillac, Chevrolet)
- Mercedes-Benz Group (Mercedes-Benz)
- Tata (Jaguar)
- BMW (BMW, MINI)
- Ferrari
- Stellantis North America (Jeep, Chrysler, Dodge, Ram)
- Ford (Ford, Lincoln).